# Національний університет цивільного захисту України
Національний університет цивільного захисту України (НУЦЗУ) — провідний заклад вищої освіти, який здійснює підготовку фахівців для ДСНС України.
Навчальний заклад засновано у 1928 році. За роки функціонування закладу підготовлено понад 35 тисяч фахівців.
НУЦЗ України має розвинену наукову базу, що забезпечє умови для проведення передових наукових досліджень. Їх результати є затребуваними як серед закладів вищої освіти та наукових установ, так і в практичній діяльності не тільки підрозділів ДСНС, а й сектору безпеки та оборони України в цілому. НУЦЗ України підтримує тісні контакти з міжнародними партнерами у сфері національної безпеки, беручи участь у спільних наукових проектах та грантах, регулярно організовує на власній базі конференції та семінари для обміну досвідом між українськими та закордонними науковцями.
Університет є ключовим хабом з підготовки фахівців вищої кваліфікації (докторів філософії та докторів наук), що дозволяє вирішувати нагальні питання, з якими стикається країна, та формувати відповідні стратегії розвитку.
Підготовка докторів філософії (PhD) здійснюється за 5 спеціальностями, які проліцензовані та акредитовані Національним агентством із забезпечення якості вищої освіти:
- 261 «Пожежна безпека» освітньо-наукова програма «Пожежна безпека»;
- 263 «Цивільна безпека» освітньо-наукова програма «Цивільний захист»;
- 053 «Психологія» освітньо-наукова програма «Екстремальна та кризова психологія»;
- 183 «Технології захисту навколишнього середовища» освітньо-наукова програма «Техногенно-екологічна безпека»;
- 281 «Публічне управління та адміністрування» освітньо-наукова програма «Публічне управління та адміністрування у сфері цивільної безпеки».

В університеті функціонують дві постійно діючі спеціалізовані вчені ради з розгляду кандидатських і докторських дисертацій за спеціальностями 21.02.03 — цивільний захист, 21.06.01 — екологічна безпека, 21.06.02 — пожежна безпека, 25.00.02 — механізми державного управління, 25.00.05 — державне управління у сфері державної безпеки та охорони громадського порядку.
Для проведення публічного захисту дисертаційних досліджень на здобуття наукового ступеня доктора філософії (PhD) вченою радою університету створюються разові спеціалізовані вчені ради.

## Історія
Історія навчального закладу започаткува́лася 17 липня 1928 року, коли Радою Народних Комісарів була прийнята постанова про створення в місті Харкові дворічних постійних Всеукраїнських пожежно-технічних курсів. Згодом, у процесі свого становлення та розвитку, назва навчального закладу неодноразово змінювалася. У 1930 році Всеукраїнські пожежно-технічні курси були реорганізовані у Харківський пожежний технікум. У 1938 році у зв'язку із воєнізацією пожежної охорони міст, виникла необхідність у вишколі та перекваліфікації значної кількості фахівців для міських пожежних частин, Харківський пожежний технікум був реорганізований у Курси удосконалення командного складу міської пожежної охорони. У липні 1941 року Курси реорганізовали у ІІІ, а у 1943 році — IV Пожежно-технічну школу. Нада́лі, у вересні 1946 року, IV ПТШ реорганізовали у Харківське пожежно-технічне училище  з трирічним терміном навчання.
Постановою Кабінету Міністрів України № 258 від 27 квітня 1994 року на базі Харківського пожежно-технічного училища МВС України було створено Харківський інститут пожежної безпеки МВС України, а у червні 2000 року Постановою Кабінету Міністрів України № 1024 від 27 червня 2000 року навчальний заклад отримав статус академії.
Згідно з Указом Президента України № 47/2003 від 27 січня 2003 року Академія пожежної безпеки України була виведена зі складу Міністерства внутрішніх справ України і передана до структури Міністерства України з питань надзвичайних ситуацій та у справах захисту населення від наслідків Чорнобильської катастрофи.
Рішенням колегії МНС України від 5 березня 2003 року № 1 Академія пожежної безпеки України була визнана провідним вищим навчальним закладом МНС України з питань підготовки, перепідготовки та підвищення кваліфікації кадрів Міністерства України з питань надзвичайних ситуацій та у справах захисту населення від наслідків Чорнобильської катастрофи. У зв'язку з цим на навчальний заклад було покладено координацію навчально-методичної та наукової роботи вищих навчальних закладів в структурі МНС України.
Розпорядження Кабінету Міністрів України від 14 січня 2004 року № 10-р академію реорганізано в Академію цивільного захисту України. Розпорядженням Кабінету Міністрів України № 290-р Академію цивільного захисту України реорганізовано в Університет цивільного захисту України (2006).
Згідно з Указом Президента України «Про надання Університету цивільного захисту України статусу національного» від 1 грудня 2009 р. № 990/2009 «…ураховуючи загальнодержавне та міжнародне визнання результатів діяльності Університету цивільного захисту України, його вагомий внесок у розвиток національної освіти і науки…» вузу надано статус національного й іменовано надалі — Національний університет цивільного захисту України.

## Структура
Навчальний процес в університеті забезпечують:
- Факультет цивільного захисту
- Факультет оперативно-рятувальних сил
- Факультет пожежної безпеки
- Фаультет управління та безпеки населення

## Керівництво
Ректори:
- Садковий Володимир Петрович, ректор у 2005—2023 роках, генерал-лейтенант служби цивільного захисту, доктор наук, професор.
- Толок Ігор Вікторович, ректор з 2024 року[3], кандидат педагогічних наук, доцент, генерал-майор, лауреат Державної премії України в галузі освіти, Заслужений працівник освіти України.

## Бібліотека
Бібліотека має багатогалузевий фонд, що нараховує більше 116 тис. екземплярів на паперових носіях. Щорічно фонд поповнюється на 1500 одониць. Близько 900 електронних документів відкрито для користування в електронній бібліотеці. Найважливішим напрямком у роботі бібліотеки було і залишається сприяння формуванню культури та інтелекту, широкого кругозору майбутніх фахівців шляхом проведення різних масових заходів: літературно-музичних віталень, вечорів пам'яті, читацьких конференцій, відкритих переглядів нових надходжень, ілюстрованих виставок книг та періодики.